# ویلیام هنری دیویز
ویلیام هنری دِیویز یا دبلیو. اچ. دیویز (به انگلیسی: William Henry Davies) (زاده ۳ ژوئیه ۱۸۷۱ - درگذشته ۲۶ سپتامبر ۱۹۴۰) نویسنده و شاعر اهل ولز در انگلستان بود. گزیده ای از اشعار او به زبان فارسی با ترجمه ی کامبیز منوچهریان و با همت نشر نصیرا در سال 97 منتشر شد.